# Fremdingen
Fremdingen è un comune tedesco di 2 120 abitanti, situato nel land della Baviera.